# História da ciência
Ter conhecimento sobre a história da ciência, que descreve o desenvolvimento da ciência desde os tempos antigos até o presente, se tornou possível através de muitos textos e documentos importantes que sobreviveram desde o mundo clássico. A ciência é um conjunto de conhecimentos empíricos, teóricos e práticos sobre a natureza, produzido por uma comunidade mundial de pesquisadores fazendo uso de métodos sistematizados e validados dentro dessa comunidade, que dá ênfase à observação, explicação e predição de fenômenos reais do mundo por meio de exploração e experimentação. Dada a natureza dual da ciência como um conhecimento objetivo e como uma construção humana, a historiografia da ciência usa métodos históricos tanto da história intelectual como da história social.
O termo "cientista" surgiu durante o século XIX e anteriormente, as pessoas que investigavam a natureza chamavam-se a si mesmas de filósofos naturais.[carece de fontes?]
Enquanto as investigações empíricas do mundo natural foram descritas desde a antiguidade clássica (por exemplo, por Tales de Mileto e Aristóteles); o método científico tem sido usado desde a Idade Média. Conforme Robert Grosseteste e Jean Buridan, o surgimento da ciência moderna é geralmente traçado até a Idade Moderna, durante o que é conhecido como Revolução Científica que aconteceu nos séculos XVI e XVII na Europa.
Métodos científicos são considerados como sendo fundamentais para a ciência moderna. Por isso, alguns — especialmente os filósofos da ciência e cientistas — consideram investigações antigas da natureza como sendo pré-científica. Tradicionalmente, historiadores da ciência têm definido ciência como sendo suficientemente abrangente para incluir essas investigações.

## Culturas antigas
Em tempos pré-históricos, conselhos e conhecimento eram passados de geração em geração em uma tradição oral. O desenvolvimento da escrita permitiu que o conhecimento fosse armazenado e comunicado através das gerações com muito mais fidelidade. Combinado com o desenvolvimento da agricultura, que permitiu um aumento na reserva de comida, isso tornou possível que as civilizações antigas se desenvolvessem, porque foi possível dedicar mais tempo a outras tarefas que não fossem a sobrevivência[carece de fontes?].
Muitas civilizações antigas coletavam informações astronômicas de maneira sistemática através da simples observação. Apesar deles não terem um conhecimento de verdadeira estrutura física dos planetas e estrelas, muitas explicações teóricas foram propostas. Fatos básicos sobre fisiologia humana já eram de conhecimento em alguns lugares, e a alquimia era praticada por várias civilizações. Observações consideráveis sobre flora e fauna macrobióticas também foram realizadas.

### Ciência no antigo Oriente Médio

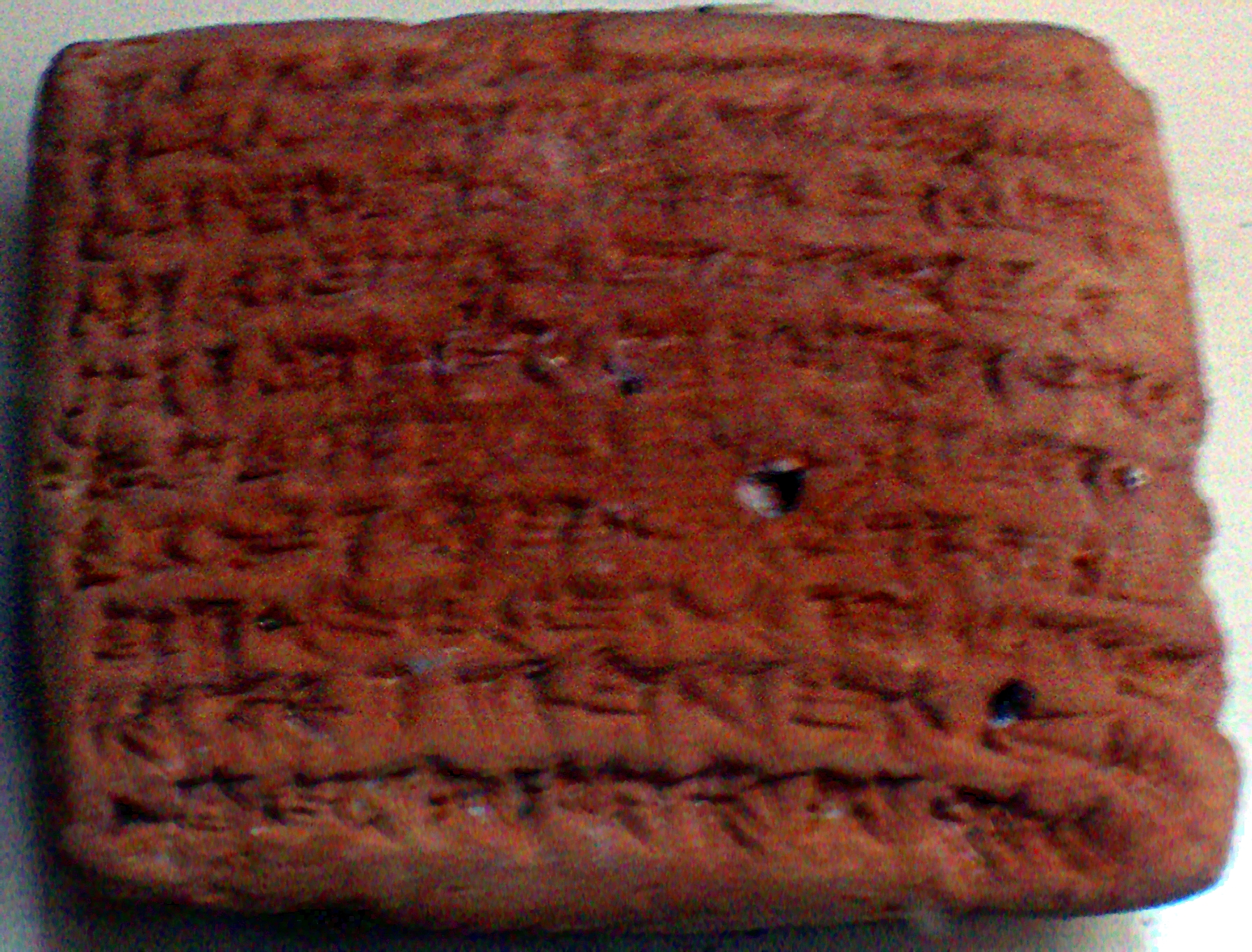
Tábua de argila da Mesopotâmia,

Desde o seu início na Suméria (no atual Iraque) por volta de 3500 a.C., as pessoas da Mesopotâmia começaram a tentar gravar algumas observações do mundo com dados numéricos bem pensados. Mas suas observações e medições eram feitas por propósito em vez de de ser pelas leis da ciência. Uma instância concreta do Teorema de Pitágoras foi gravada no século XVIII a.C.: a tábua de argila dos mesopotâmios Plimpton 322 estava gravada com vários números de trios pitagóricos (3,4,5) (5,12,13) …, datado de 1900 a.C., possivelmente milênios antes de Pitágoras, mas não existia uma formulação abstrata do teorema de Pitágoras.
Na astronomia da Babilônia, as várias anotações sobre os movimentos das estrelas, planetas, e a Lua foram escritas em milhares de tábuas de argila criadas por escribas. Mesmo atualmente, períodos astronômicos identificados por cientistas mesopotâmios ainda são largamente usados nos calendários ocidentais: o ano solar, o mês lunar, a semana de sete dias. Usando essas informações, eles desenvolveram métodos aritméticos para computar a mudança no comprimento da luz solar durante o curso do ano e para predizer a aparição ou o desaparecimento da Lua e planetas e eclipses do Sol e da Lua. Apenas alguns nomes de astrônomos são conhecidos, como o de Kidinny, um astrônomo e matemático caldeu. A astronomia da Babilônia foi "a primeira e mais bem sucedida tentativa de dar um refinamento matemático para as descrições dos fenômenos astronômicos", de acordo com o historiador A. Aaboe. Ainda segundo o historiador, "todas as subsequentes variações de astronomia científica, no mundo helenístico, na Índia, no Islã, e no Ocidente — se não for todas as subsequentes descobertas nas ciências exatas — dependem da astronomia da Babilônia de maneiras decisivas e fundamentais."

### Ciência do Antigo Egito
Avanços significativos do Egito Antigo incluem astronomia, matemática e medicina. A geometria foi necessária para a engenharia geográfica para preservar o layout e manter o dono das terras de fazendas, que eram inundadas anualmente pelo rio Nilo. O triângulo reto 3,4,5 e outras regras serviam para representar estruturas retilineares, e para a arquitetura do Egito. Egito foi também o centro da pesquisa de alquimia por grande parte da Mediterrâneo.
O papiro Edwin Smith é um dos primeiros documentos médicos que ainda existe, e talvez o documento mais antigo que tenta descrever e analisar o cérebro: ele pode ser visto como o começo da moderna neurociência. No entanto, enquanto a medicina do Egito tinha algumas práticas efetivas, ela também possui práticas ineficazes e por vezes perigosas. Historiadores médicos acreditam que a farmacologia do Antigo Egito, por exemplo, era na maior parte ineficaz. Ainda assim, ela aplicava os seguintes componentes para o tratamento das doenças: exame, diagnóstico, tratamento, e prognóstico, que demonstra um grande paralelo para a base do método empírico da ciência e de acordo com G. E. R. Lloyd teve um papel significante no desenvolvimento dessa metodologia. O papiro Ebers (cerca de 1550 a.C.) também contém evidências do tradicional empirismo.

### Ciência no mundo greco-romano

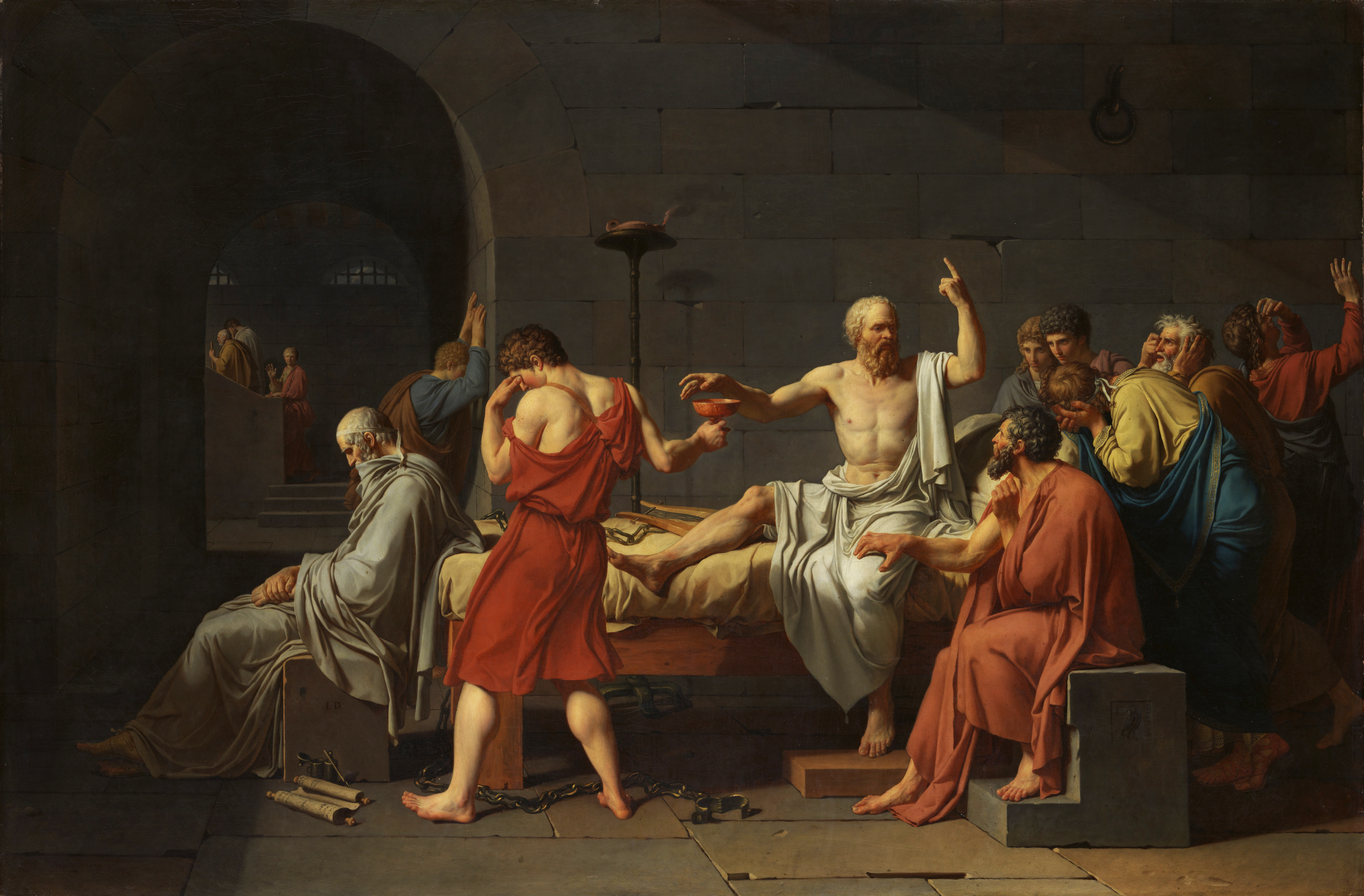
A morte de Sócrates, por Jacques-Louis David, (Metropolitan Museum of Art). Sócrates, sereno, aponta para o alto, enquanto seus amigos e o próprio carcereiro lamentam a condenação.

O pensamento científico surgiu na Grécia Antiga aproximadamente no século VI a.C. com os pensadores pré-socráticos que foram chamados de "Filósofos da Natureza" e também "Pré-cientistas". Foi um período onde a sociedade ocidental, saiu de uma forma de pensamento baseada em mitos e dogmas, para entrar no pensamento científico baseado no ceticismo. Muitos livros, apresentam este ou aquele pensador pré-socrático como pai do pensamento científico, mas isso não é verdade, pois todos esses pensadores contribuíram de uma forma ou de outra para a formação do pensamento científico.
O pensamento dogmático coloca as ideias como sendo superiores ao que se observa. O pensamento cético coloca o que é observado como sendo superior às ideias. Um dogma é uma ideia e por mais que se observe fatos que destruam o dogma, uma pessoa com pensamento dogmático irá preservar o seu dogma. Para a ciência, uma teoria é uma ideia, mas se observarmos fatos que comprovem a falsidade da ideia, o cientista tem a obrigação de destruir ou modificar a teoria.
Foi na época de Sócrates e seus contemporâneos que o pensamento científico se consolidou, principalmente com o surgimento do conceito de "prova científica", ou repetição do fato observado na natureza. Sócrates foi condenado à morte e teve de tomar cicuta, pois foi julgado culpado de estar desvirtuando a juventude. Os gregos acabaram por destruir sua própria religião.
Embora Sócrates não tenha deixado registros escritos, alguns de seus discípulos se encarregaram de escrever sobre ele. Entre esses discípulos, destaca-se Platão, que, de 399 a.C. até sua morte em 347 a.C., registrou diálogos nos quais Sócrates conversava com outras pessoas.
Por meio desses diálogos, Platão desenvolveu um sistema filosófico abrangente que abordava diversos temas, como o estudo da natureza (física), da mente humana (psicologia e epistemologia, teoria do conhecimento) e a ética. Esses diálogos se tornaram uma fonte valiosa de conhecimento sobre o pensamento e as ideias de Sócrates, contribuindo para a construção e disseminação da filosofia grega.
Platão criou uma escola conhecida como Academia, localizada próxima a Atenas, que servia como um espaço público onde as pessoas se reuniam para relaxar e se exercitar. Um dos alunos mais notáveis de Platão foi Aristóteles, que, mesmo tendo sido discípulo, acabou discordando de algumas das ideias de seu professor. Enquanto Platão acreditava que ideias e formas poderiam existir independentemente do universo material, Aristóteles defendia que elas estavam intrinsecamente ligadas a esse universo.
Posteriormente, em 334 a.C., Aristóteles estabeleceu sua própria escola, chamada Lyceum, em outro ginásio de Atenas. No Lyceum, seus alunos se concentravam no estudo racional do mundo natural, buscando entender e explorar os aspectos da realidade tangível.
Devido à poderosa influência de suas ideias ao longo dos séculos, os historiadores modernos consideram Platão e Aristóteles como os fundadores da filosofia europeia, com suas contribuições sendo reconhecidas como pilares importantes no desenvolvimento do pensamento filosófico.
Tanto as religiões como a ciência tentam descrever a natureza e dar uma explicação para a origem do universo. A diferença está na forma de pensar de um cientista. O cientista não aceita descrever o natural com o sobrenatural. Para o cientista é necessário provas observadas e o que se observa sempre destrói as ideias. Para um cientista, a ciência é uma só, pois a natureza é apenas uma. Sendo assim, as ideias da física devem complementar as ideias da química, da paleontologia, geografia e assim por diante. Embora a ciência seja dividida em áreas, para facilitar o estudo, ela ainda continua sendo apenas uma.

### Ciência no Império Macedônico (cultura helenística)
Alexandria, localizada no Egito, foi fundada pelo próprio Alexandre em 331 a.C. e posteriormente se tornou a capital do reino ptolomaico. Com uma população que chegava a um milhão de habitantes, a cidade foi o principal centro da cultura helenística. Os Ptolomeus, governantes do reino, estabeleceram o Museon, conhecido como a "casa das Musas", de onde derivou o termo "museu". Inspirado no Lyceum de Aristóteles, o Museon se tornou um renomado centro de pesquisa científica e estudos literários.
Além disso, os mesmos reis ptolomaicos patrocinaram a famosa Biblioteca de Alexandria, que abrigava a maior coleção de livros do mundo antigo. A biblioteca era uma fonte importante de conhecimento e cultura, atraindo estudiosos e pesquisadores de toda a região.

### Ciência na Índia
Escavações em Harapa, Moenjodaro e outros sítios da Civilização do Vale do Indo têm revelado evidência do uso da "matemática prática". As pessoas da Civilização do Vale do Indo manufaturavam tijolos cujas dimensões eram proporcionais a 4:2:1, considerava favorável a estabilidade da estrutura de tijolos. Eles usaram um sistema padronizado de pesos baseado nas proporções: 1/20, 1/10, 1/5, 1/2, 1, 2, 5, 10, 20, 50, 100, 200, e 500, com a unidade de peso equivalendo a 28 gramas (e aproximadamente igual a onça da Inglaterra ou a uncia da Grécia). Eles produziram em massa pesos em formas geométricas regulares, que incluíam hexaedro, barris, cones, e cilindros, e assim demonstrando conhecimento de geometria básica.
Os habitantes da civilização hindu também tentaram padronizar a medição do comprimento com alta precisão. Eles criaram uma régua — régua Moenjodaro — cujas unidades de medida (3,4 centímetros) era dividida em dez partes iguais. Tijolos manufaturados na antiga Moenjodaro geralmente tinham dimensões que eram múltiplos inteiros dessa unidade de medida.

O pilar de ferro do Complexo de Qutb, em Nova Déli. A Índia antiga foi líder na metalurgia, como evidenciado nesse pilar

O início da astronomia na Índia — como em outras culturas — estava ligada com a religião. A primeira menção textual de conceitos astronômicos veio de Veda, literatura religiosa da Índia. De acordo com Sarma (2008): "Pode-se encontrar em Rigveda especulações inteligentes sobre a gênesis do universo, a configuração do universo, a Terra esférica, e o ano de 360 dias divididos em doze partes iguais de trinta dias cada."
A origem da medicina Ayuverda pode ser traçada até Vedas, Atharvaveda em particular, e está conectada com o hinduísmo. O Sushruta Samhita de Sushruta apareceu durante o primeiro milênio a.C..
O aço wootz, crucible e inoxidável foram inventados na Índia, e largamente exportados, resultando no "aço de Damasco" no ano 1000.
O astrônomo e matemático indiano Aryabhata (476-550), no seu Araybhatiya (499) e Aryabhata Siddhanta, trabalhou em um preciso modelo heliocêntrico da gravitação, incluindo órbitas elípticas, a circunferência da Terra e a longitude dos planetas ao redor do Sol. Ele também introduziu várias funções trigonométricas (incluindo seno, seno verso e cosseno), tabelas trigonométricas, e técnicas e algoritmos de álgebra. No século VII, Brahmagupta reconheceu a gravidade como uma força de atração. Ele também explicou o uso do zero como uma variável metasintática e como número decimal, assim como o sistema numérico hindu atualmente largamente usado pelo mundo. Traduções arábes dos textos astronômicos estiveram logo disponíveis para o mundo islâmico, introduzindo o que se tornaria os algarismos arábicos para o mundo islâmico do século IX.
Os primeiros doze capítulos de Siddhanta Shiromani, escrito por Bhaskara no século XII, cobrem tópicos como: longitude média dos planetas; longitudes verdadeiras dos planetas; os três problemas da rotação diurna; sizígia; eclipse lunar; eclipse solar; latitude dos planetas, a nascente e poente do sol; a Lua crescente; conjunções dos planetas entre si; conjunções do planetas com uma estrela fixa; Os treze capítulos da segunda parte cobrem a natureza da esfera, assim como significantes cálculos astronômicos e trigonométricos baseados nela.
Entre os séculos XIV e XVI, a escola Kerala de astronomia e matemática fez significantes avanços na astronomia e especialmente na matemática, incluindo campos como trigonometria e cálculo. Em particular, Madhava of Sangamagrama é considerado o "fundador da análise matemática".

### Ciência na China
A China possui uma longa e rica história de contribuição tecnológica. As Quatro Grandes Invenções da China antiga (chinês: 四大發明; Pinyin: Sì dà fā míng) são a bússola, a pólvora, o papel e a impressão. Essas quatro descobertas tiveram um enorme impacto no desenvolvimento da civilização da China e um impacto global com um alcance ainda maior. De acordo com o filósofo inglês Francis Bacon, escrevendo em Novum Organum,
"Impressão, pólvora e bússola: esses três mudaram todo o estado das coisas através do mundo: o primeiro na literatura, o segundo na guerra, e o terceiro na navegação; e ainda assim receberam inúmeras modificações, tanto que nenhum império, nenhum setor, nenhuma estrela parece ter exercido maior poder e influência nos assuntos humanos que essas descobertas mecânicas.
Há muitos contribuidores notáveis no campo da ciência chinesa ao longo dos anos. Um dos melhores exemplos seria Shen Kuo (1031–1095), um cientista e homem de estado polímata que foi o primeiro a descrever a bússola de agulha magnetizada usada para a navegação, descobriu o conceito de norte verdadeiro, melhorou o design do gnômon e esfera armilar , e descreveu o uso de diques secos para consertar os barcos. Após observar o processo natural de inundação de silte e encontrar fósseis marinhos nas Montanhas Taihang, Shen Kuo desenvolveu a teoria da formação da Terra, ou geomorfologia. Ele também adotou a teoria da mudança climática gradual em regiões ao longo do tempo, após observar bambu petrificado encontrado no subsolo de Yan'an, província de Shaanxi. Se não fosse pelo que Shen Kuo escreveu, os trabalhos arquitetônicos de Yu Hao seriam pouco conhecidos, assim como o inventor da prensa móvel para impressão, Sheng (990 — 1051). O contemporâneo de Shen, Su Song (1020-1101), também foi um polímata brilhante, um astrônomo que criou o atlas celestial dos mapas estrelares, escreveu tratados farmacêuticos sobre assuntos relacionados com botânica, zoologia, mineralogia e metalurgia, e ergueu uma enorme torre de relógio astronômico na cidade de Kaifeng em 1088. Para operar a esfera armilar, sua torre do relógio possuía um mecanismo de escapamento e o mais antigo uso conhecido de uma corrente de transmissão sem-fim.

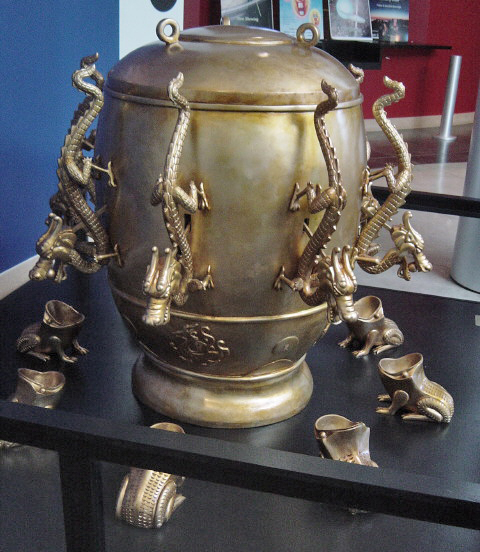
Reconstrução do sismógrafo de Zhang Heng, movido a água, China, 132

As missões jesuítas na China dos séculos XVI e XVII "aprenderam a apreciar os avanços científicos dessa cultura antiga e os fizeram ser conhecidos na Europa. Através de sua correspondência, os cientistas europeus aprenderam pela primeira vez sobre a ciência e a cultura dos chineses." O pensamento dos acadêmicos ocidentais sobre a história da ciência e tecnologia chinesa foi galvanizada pelo trabalho de Hoseph Needham e o Needham Research Institute. Entre os avanços tecnológicos da China estão, de acordo com Needham, os primeiros detectores sismológicos (Zhang Heng no século II), esferas armilares com acionamento hidráulico (Zhang Heng), as invenções independentes do sistema decimal, dique seco, paquímetros deslizantes, o pistão do motor de dupla ação, ferro fundido, o alto-forno, a arada de ferro, semeadeiras multi-tubos, o carrinho de mão, a ponte suspensa, a máquina Winnowing, o ventilador giratório, o paraquedas, gás natural como combustível, o mapa em alto-relevo, a hélice, a besta, o foguete de múltiplos estágios (ver: História dos foguetes), o arreio, assim como contribuições na lógica, astronomia, medicina, e outros campos.
Entretanto, fatores culturais impediram esses avanços chineses de se desenvolverem no que nós chamamos de "ciência moderna". De acordo com Needham, isso pode ter sido um conjunto de fatores religiosos e filosóficos dos intelectuais chineses que fizeram eles incapazes de aceitar as ideias de leis da natureza:
| “ | Não é que não havia nenhuma ordem na natureza para os chineses, mas que não era uma ordem ordenada por um ser racional, e então não havia convicção que um ser racional seria capaz de explicar, com sua linguagem terrestre inferior, os códigos divinos das leis. Os taoístas teriam achado essa ideia muito ingênua para a sutileza e complexidade do universo como eles intuíam ser. | ” |

## Ciência na Idade Média

### Ciência no mundo islâmico

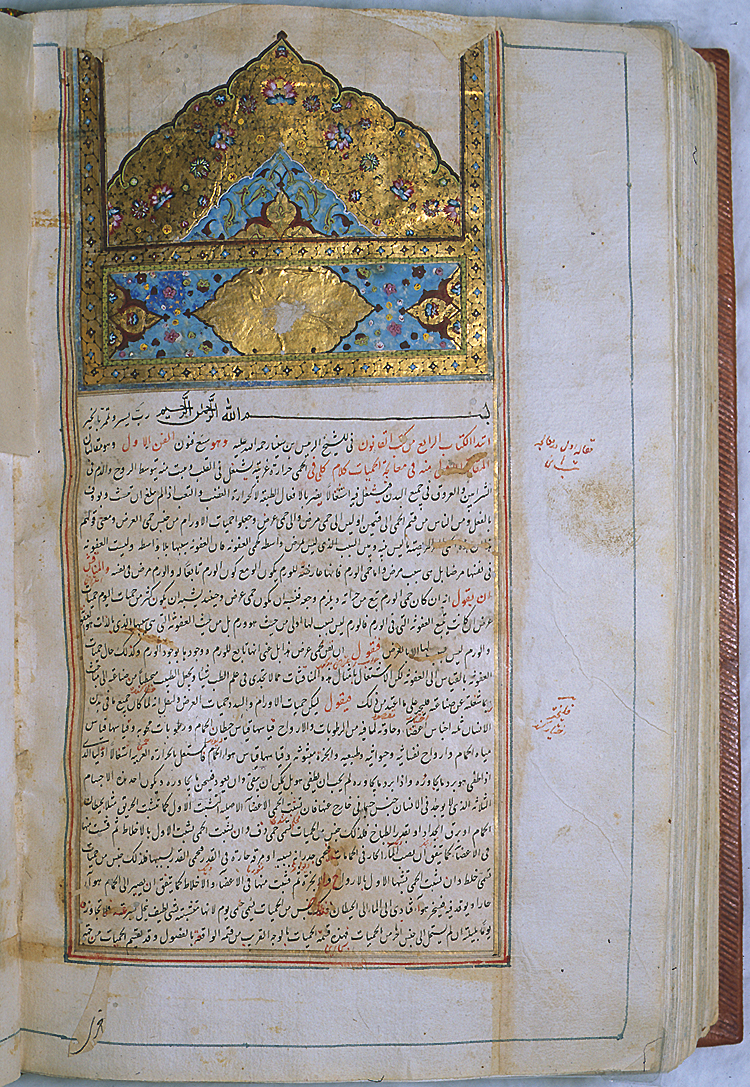
O Cânone da Medicina, de Avicena (século XV)

Os físicos muçulmanos colocaram mais ênfase em experimentos do que os gregos. Isso levou ao desenvolvimento de um método científico inicial no mundo muçulmano, no qual o progresso foi feito na metodologia, começando com os experimentos de Ibn al-Haytham (Alhazen) na ótica nos anos 1000, em seu Book of Optics.
O desenvolvimento mais importante do método científico foi no uso de experimentos para distinguir entre um conjunto de teorias científicas concorrentes geralmente com uma orientação empírica. Ibn al-Haytham é também considerado como o pai da ótica.
O grande desenvolvimento árabe sofre uma profunda interrupção a partir do século XIII e o período de obscuridade intelectual se estende até o século XIX. E quanto ao século XX, há uma única exceção que é a Turquia, "que, por isso mesmo, teve de aproximar-se do Ocidente".
É importante pontuar que o momento inicial de expansão do Islã, a partir do século VII, é marcado pela tolerância religiosa e por uma efervescência cultural e científica, a exemplo de cidades como Damasco e Bagdá. Fundadas na dinastia Abássida, entre 762 e 767, que tinha como principal líder o califa Abu-Al-Mansur,os dois locais tornaram-se centros culturais, com bibliotecas criadas já entre 662-668. Teria sido Al-Mansur o fundador da Biblioteca Real, que tinha em seu acervo textos filosóficos gregos e textos sobre descobertas da matemática oriundos da Índia.
No século VIII, ainda sob o domínio dos califas abássidas, o interesse em colecionar manuscritos científicos antigos continuou sendo uma característica marcante, possivelmente trazidos de Alexandria ou comprados na Pérsia e na Índia. Nesse contexto, Al-Rashid comprou obras de matemática e astronomia do cientista indiano Brahmagupta. Além dos califas já citados, Al-Mamun (813-833), filho de Al-Rashid, teria sido o responsável por desenvolver a Casa da Sabedoria, um centro que agrega diversos saberes, científicos e humanísticos e que, além de guardar uma vasta coleção de escritos científicos, também tornaria-se um espaço de ensino e de tradução, firmando-se como o destino de diversos estudiosos atraídos pelo acervo disponível ou convidados pelo próprio governante, com destaque para a presença dos persas e indianos. Vale assinalar que a diversas famílias da elite financeira patrocinavam acadêmicos para que trabalhassem em suas bibliotecas particulares.
É interessante assinalar que o grande interesse dos muçulmanos pela matemática e pela astronomia teria um viés religioso, já que tinham a necessidade de saber, com exatidão, a direção de Meca. De acordo com o Corão, é necessário que os fiéis rezem algumas vezes por dia direcionados à Meca, cidade que é sede do Islã. Além disso, era preciso criar soluções para uma prática econômica que atendesse aos preceitos estabelecidos pelo Corão a respeito da delimitação de propriedade e das heranças. Ou seja, o alicerce deixado por gregos e romanos não atendia por completo às demandas dos muçulmanos.
Nesse contexto, há um paulatino refinamento da matemática como linguagem, permitindo o cálculo e a abstração, no intuito de encontrar soluções e verificações universais. É a matemática árabe que adota o sistema decimal, vindo da Índia. Ao mesmo tempo, adotam o sistema sexagesimal, utilizado na medição do tempo e na geometria. São os matemáticos da Casa da Sabedoria que adotam os símbolos numéricos hindus (sistema decimal) para assinalar os algoritmos. Uma aquisição que seria levada para a Europa posteriormente.
Um dos nomes que se destacaram nesse momento inicial foi o matemático persa Muhammad Ibn Musa Al-Khwarismi, que também deixou valiosas contribuições para a astronomia, tendo o suporte do observatório de Bagdá. É o matemático que sugere o uso de nove caracteres para indicar os dígitos que recebem o nome de "algarismo" e o círculo para indicar o zero, ainda que o símbolo seja uma invenção indiana incorporada pelos árabes.
Esse mesmo matemático é autor de um livro que tem como título traduzido "Cálculo por Restauração e Equivalência", de onde deriva a designação "Álgebra", sendo tal pesquisador considerado o fundador dessa ciência, ainda que o alicerce desse conhecimento seja atribuído, implicitamente, à Diofanto. Enquanto Al-Khwarismi buscava a autonomização da Álgebra num sentido moderno, em relação à Geometria e à Aritmética, Diofanto estava mais interessado em formar uma teoria dos números. Na prática, o primeiro deles conseguiu propor fórmulas algébricas de caráter universal como as equações de segundo grau.
Já pertencentes à segunda geração da álgebra, Abu Khamil e Omar Khayyam ganham destaque. O primeiro deles teria sido o primeiro matemático a usar, de maneira sistemática, os números irracionais. Já o último cientista teria desenvolvido uma teoria geral para a resolução de equações de terceiro grau, um feito publicado no "Tratado sobre a demonstração de problemas de Álgebra". Khayyam também coleciona outros feitos como a medição precisa do ano solar, além do uso do relógio de sol e do relógio de água. Ele também teria trabalhado para o desenvolvimento do astrolábio, um instrumento naval antigo usado para medir a altura dos astros acima do horizonte e, assim, permitir a navegação marítima ao adotar a posição das estrelas como parâmetro de localização, por exemplo.
Foram muitas as contribuições que a ciência árabe fez à matemática. Pode-se dizer que, a partir da Primeira Cruzada, em 1096, a Europa Cristã teve contato com alguns elementos da cultura árabe, o que incluía interpretações da filosofia grega clássica. Nesse sentindo, a rica teia de saberes fornecida pelos "hereges muçulmanos" foi inicialmente estudada nos mosteiros, porém era importante que outros espaços intelectuais fossem criados para aprofundar esse conhecimento, o que fomenta o surgimento das universidades. Nesse cenário, também merece menção a publicação do Liber abaci, por Leonardo Fibonacci, de Pisa (c.1179-1240). Tal obra abordava a numeração indo-arábica e as operações e da tabuada. Já o Liber Quadratorum ensinava a solucionar equações quadráticas. Ambas foram fundamentais para a renovação do conhecimento matemático e deram respaldo à atividade mercantil que viria a se fortalecer na Europa.
De volta à Bagdá, o fim da rica dinastia Abássida aconteceu no ano de 1258, quando tropas mongóis invadiram a cidade, saqueando e destruindo diversos prédios públicos, o que acabou por comprometer o estudo do legado da Casa da Sabedoria para a civilização, já que o acervo também foi destruído. Muitos dos livros e manuscritos encontrados na cidade foram jogados no rio Tigre, principalmente os pertencentes ao acervo dos califas, que foram depostos.
Ciência médica no mundo islâmico
Ao se considerar a medicina islâmica medieval, a partir do século IX, pode-se dizer que tal civilização combinou um conhecimento de múltiplas origens, já que cientistas de destaque do Islã como Haly Abbas (século X), Avicena (c.980-1037), Averróis (1126-1198) traduziram do grego para o árabe e para o latim obras de Hipócrates, Aristóteles, Dioscórides e Galeno. Além de absorver os preceitos do Idealismo de Platão e do Empirismo de Aristóteles, a cultura islâmica medieval também incorporou no seu acervo de saberes das sociedades greco-romanas como a importância dos quatro elementos da natureza (água, terra, fogo e água) e os quatro humores (sangue, fleuma, bílis negra e amarela) para explicar a saúde e as doenças.
Conhecidos como bimaristans ("casa dos doentes", em árabe), os complexos hospitalares árabes eram bem estruturados e disponibilizavam o que existia de mais atual em termos de tratamento para os enfermos. Um dos mais importantes, foi inaugurado no Cairo, em 1248, pelo sultão al-Masur Qalawun (1222-1290), com oito mil leitos e diferentes especialidades médicas. Nesse período, a investigação médica era feita a partir da patologia, da dietética e da farmacologia, sendo proibida a dissecação do corpo humano. Mesmo com tais limitações, Ibn al-Nafis (1213-1288) teria sido o primeiro a descrever a circulação pulmonar humana, antecipando em três séculos o trabalho que seria feito por Miguel de Cerver (1511-1553) no Ocidente. Já Ibn al-Khatib (1313-1374) foi pioneiro da descrição das formas pulmonares da peste bubônica, alertando, inclusive, que a doença seria transmissível por contaminação durante a epidemia datada de 1348.
Interessante pontuar, ainda, que além dos grandes complexos hospitalares, as cidades contavam ainda com serviços específicos para tratamento de pacientes com transtornos mentais, pessoas com Lepra, viajantes e peregrinos de passagem, bem como pobres e indigentes. Assim como acontecia na Grécia Antiga, as intervenções terapêuticas incluíam a natureza, os hábitos e o ambiente como elementos decisivos na cura. Na prática, isso significava cuidar dos hábitos alimentares, da qualidade do ar, da dieta, da vida sexual saudável. Nesse contexto, é importante pontuar que conquistas importantes no âmbito da saúde pública como o abastecimento das cidades com água potável e a drenagem de esgotos já eram presentes nas cidades islâmicas.

### Ciência na Europa Medieval
A educação e o aparecimento da ciência na Europa dependeu de dois fatos importantes: no século VIII o surgimento das escolas que eram monacais (anexas a uma Abadia), episcopais (anexas às catedrais) e palatinas (anexas à corte). As palatinas, no final do século VIII, foram bastante significativas, pois nela o ensino era público e se ensinavam as sete artes liberais: o trívio (gramática, retórica e dialética) e o quadrívio (aritmética, geometria, astronomia e música).
Durante o quinto século, ocorreu um declínio gradual e desintegração do Império Romano, resultando na perda de poder de Rômulo Augusto, o último imperador do Império Romano do Ocidente, em 476 d.C. O declínio do Império Ocidental foi seguido por uma rápida decadência da civilização na Europa Ocidental, acompanhada surpreendentemente por uma diminuição acelerada da população. Segundo uma hipótese moderna, esse declínio populacional pode ter sido causado por uma catástrofe climática: três anos consecutivos sem verões, de 536 a 538, possivelmente devido à atividade vulcânica da Caldeira de Ilopango, localizada no centro de El Salvador. Essa atividade teria espalhado nuvens de poeira, ocultando o sol por vários anos. Por outro lado, o Império Romano do Oriente continuou existindo até 1453 d.C., e a Academia de Platão em Atenas sobreviveu por algum tempo, mas foi fechada pelo imperador Justiniano em 529 d.C. Como resultado, o estudo organizado de textos filosóficos e científicos da antiguidade praticamente desapareceu tanto na Europa Ocidental quanto na Oriental.
No século XII a Igreja Católica criou a Universidade e no século XIII elas se espalharam pela Europa. A união da filosofia greco-romana com as Universidades europeias a partir de um novo espírito mais voltado para a experiência iniciará a ascensão intelectual da Europa.
Durante o início da Idade Média, houve um lento progresso na população e na cultura, e por volta de 1100 d.C., o ensino superior começou a ressurgir no mundo ocidental. As primeiras instituições de ensino superior, que seriam precursoras das futuras universidades, eram faculdades de medicina e direito na Itália. Um século depois, essas faculdades expandiram-se para incluir várias faculdades, como teologia, medicina, direito e artes liberais. A educação nessas universidades consistia no estudo das obras canônicas da antiguidade, como Os Elementos de Euclides ou as obras de Galeno sobre anatomia. A concepção do conhecimento na época era que ele era adquirido por meio do estudo dos textos clássicos, não sendo consideradas opções viáveis a descoberta de novas informações ou a possibilidade de os antigos pensadores terem cometido erros. Quando Aristóteles se tornou conhecido na cristandade por volta de 1200 d.C., graças às traduções do árabe para o latim das suas obras (que foram preservadas por estudiosos árabes durante a chamada Idade das Trevas na Europa Ocidental), Tomás de Aquino (1225-1274) embarcou na importante tarefa de interpretar Aristóteles de maneira a conciliá-lo com a fé cristã. O resultado do trabalho de Aquino foi o que hoje conhecemos como escolástica.

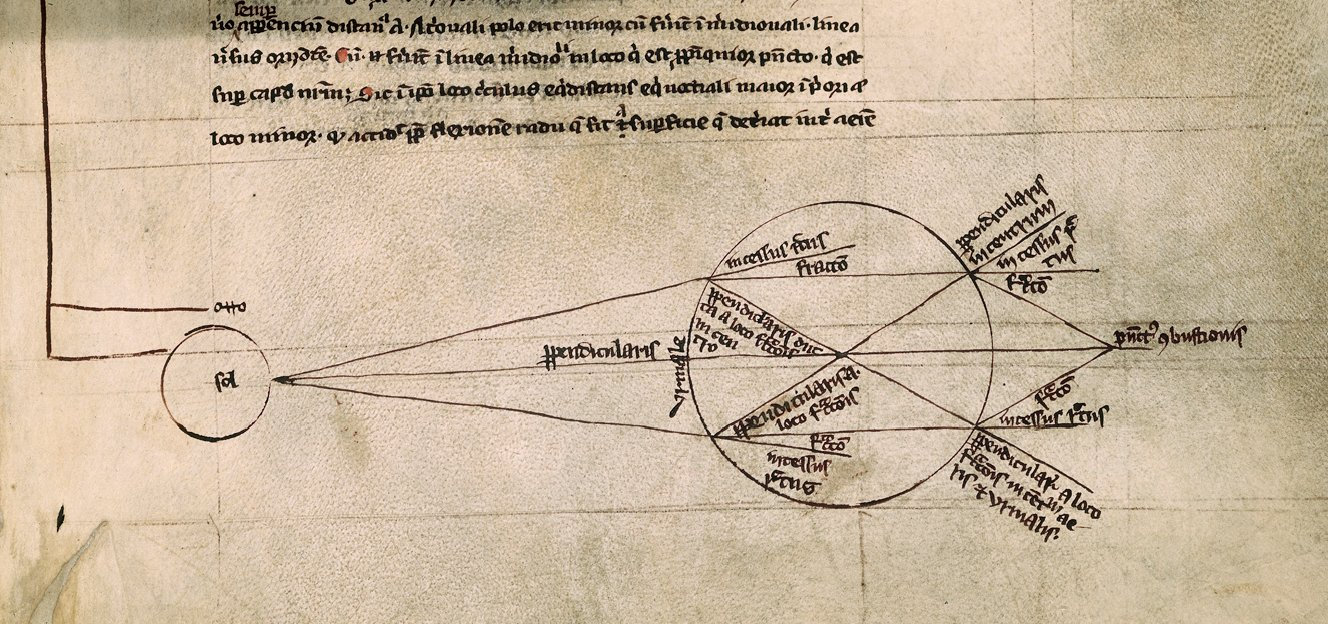
Estudo da refração da luz por uma lente esférica, por Robert Grosseteste, c. 1250.

Inicialmente em Oxford, mas depois também em Paris e no resto da Europa, as concepções científicas de Aristóteles foram submetidas à severa crítica. Essas duas Universidades passaram a criticar a ciência antiga representada por Aristóteles, com relação a sua distinção entre mundo supra-lunar e mundo sub-lunar, sua metodologia apenas formal e não empírica, sua concepção geocêntrica do cosmo e com a teoria do impetus, explicaram de maneira diferente o movimento dos corpos. Expoentes dessa nova forma de pensar são Robert Grosseteste, Roger Bacon, os membros do Calculatores de Merton College, Jean Buridan e Nicole Oresme.
Já durante a Idade Média, podemos identificar algumas tendências da ciência experimental, especialmente na Inglaterra. No entanto, essas tendências não resultaram diretamente em descobertas significativas. Talvez isso se devesse a uma desconfiança geral em relação à capacidade da humanidade pecadora de compreender plenamente a inescrutável criação divina de Deus. Ou talvez tenha sido influenciado pela opinião predominante de que esse tipo de conhecimento não era considerado tão relevante na época. Nesse período, a ênfase era colocada na salvação da alma e na crença de que o destino de cada indivíduo estava vinculado ao céu ou inferno, tornando essas questões essenciais e prioritárias.
Por isso, o historiador da ciência Thomas Kuhn afirma que a mudança de paradigma que possibilitou a revolução científica não se deu no Renascimento, mas na própria Idade Média: "o que parece estar envolvido aqui é a exploração por parte de um gênio das possibilidades abertas por uma alteração do paradigma medieval. Galileu não recebeu uma formação totalmente aristotélica. Ao contrário, foi treinado para analisar o movimento em termos da teoria do impetus (...). Jean Buridan e Nicole Oresme, escolásticos do século XIV, que deram à teoria do impetus as suas formulações mais perfeitas, foram, ao que se sabe, os primeiros a ver nos movimentos oscilatórios algo do que Galileu veria mais tarde nesses fenômenos".
Oficialmente a ciência tal qual a conhecemos começa com Galileu, pois seu método é o de geometrizar a natureza. Ciência não é apenas técnica, não é apenas experiência, mas é segundo o método de Galileu: é matematizar a experiência. Os livros de história da filosofia e história da ciência são unânimes em atribuir a sua pessoa a honra de ser o pai da ciência moderna. Entretanto, é muito significativo que Thomas Kuhn considere que a escolástica seja precursora do moderno método científico.

## A ciência no Renascimento
O Renascimento mudou a nossa visão do cosmo e permitiu uma explosão artística, mas a ideia de que esse movimento forneceu as bases para a revolução científica foi duramente criticada pelos historiadores da ciência do século XX. Com efeito, Alexandre Koyré afirma: “todos sabemos, sobretudo nos dias atuais, que a inspiração do Renascimento não foi uma inspiração científica.”
Isso se deu pela forte influência do hermetismo no Renascimento: “[a magia] Circulou mais ou menos ocultamente durante a Idade Média e voltou a agir às claras durante o Renascimento”. O historiador da filosofia Giovanni Reale afirma que o pensamento mágico-hermético embasará em graus de influencia variado os pensadores renascentistas: “Portanto, sem o Corpus Hermeticum  não é possível entender o pensamento renascentista”.
Por causa disso Koyré não poupa de críticas o Renascimento:  "sabemos também – e isto é muito importante – que a época do Renascimento foi uma das épocas menos dotadas de espírito crítico que o mundo conheceu. Trata-se da época da mais grosseira e mais profunda superstição, da época em que a crença na magia e na feitiçaria se expandiu de modo prodigioso, infinitamente mais do que na Idade Média".
Essa relação estrutural entre filosofia e magia no Renascimento segundo Koyré só será superado por Galileu Galilei: "Com Galileu, saímos segura e definitivamente dessa época (o Renascimento). Galileu não tem nada do que a caracteriza. Ele é antimágico no mais elevado grau." Se bem que sabemos que Galileu também fazia alguns horóscopos, mas de fato a magia está fora de seu método científico.

## Ciência moderna

### Ciência Moderna e a Expansão Ultramarina
Durante os séculos XIX e XX, a acepção tradicional Ciência Moderna esteve ligada ao paradigma do positivismo. Essa perspectiva sustenta que a Europa Ocidental teria conseguido separar a prática científica das influências culturais ou políticas, conseguindo acessar as "verdades" ocultas da natureza exclusivamente a partir da razão e sem interferências ideológicas. Assim, acreditava-se que a Ciência Moderna era universal e neutra. 
Essa concepção estabelece uma hierarquia entre a sociedade europeia e o restante do planeta. Os primeiros, tidos como detentores da racionalidade científica, assumem o papel de guias "civilizatórios" dos demais povos, entendidos como atrasados na escada do progresso. O principal nome dessa perspectiva é o estadunidense George Basalla, o qual defendia que a Ciência Moderna era o ápice do desenvolvimento intelectual humano e sua difusão para o mundo deveria ocorrer a partir da Europa, em um processo essencialmente colonial.
Desde a década de 1970, essa interpretação tradicional passou por diversas críticas e reconfigurações. Atualmente, a Ciência Moderna é lida sob uma perspectiva mais multifacetada e policêntrica. A exemplo disso, quando falamos em Rota da Seda, estamos aludindo a uma zona de contato na qual circulavam não apenas bens materiais, mas também ideias e conhecimentos que influenciaram diretamente a produção científica na Europa.   
Nessa chave, um dos principais fatores que moldaram esse processo de construção da Ciência Moderna foram as expansões ultramarinas dos séculos XVI e XVII. As diversas realidades geográficas e étnico-culturais encontradas para além da península Ibérica se apresentaram como um desafio à compreensão europeia de mundo, o que pode ser visto nos intensos debates teológicos que a classificação dos povos ameríndios suscitou.
A circunstância de expansão dos impérios transatlânticos promoveu interações sem precedentes entre epistemologias distintas, o que impulsionou um processo de reconfiguração no arcabouço de conhecimentos previamente carregado tanto pelas comunidades autóctones, quanto pelos exploradores europeus. Do lado ibérico, esses contatos mobilizaram mudanças nas formas de observação e experimentação, nas dinâmicas comerciais, nos métodos de navegação e cartografia, nas práticas medicinais utilizadas etc. Esse conjunto de reconfigurações circularam por todo o território europeu e influenciaram a produção científica no continente como um todo. Isso demonstra que a Ciência Moderna não nasceu em um lugar específico, mas em todos os lugares, abrangendo uma multiplicidade de agentes envolvidos em trocas assimétricas, negociações, roubos, apropriações devidas ou indevidas, os quais interagiam dentro de uma rede de circulação globalmente conectada.

### Revolução Científica
A expressão Revolução Científica, consolidada no século XX por Alexander Koyré, é tradicionalmente utilizada para designar uma virada de chave na produção, validação e aplicação do conhecimento científico durante a Época Moderna. Essa concepção costuma centrar-se no Norte do continente europeu e teria ocorrido em direção ao desenvolvimento técnico e à sistematização do método científico, pautada sobretudo na descrição, observação empírica e na experimentação. Essa percepção de que algo inovador estava em curso no no que tange à produção de conhecimento no século XVII pode ser demonstrada pelos títulos de diversas obras voltadas à filosofia natural redigidas no período, como: a Astronomia nova de Johannes Kepler, o Novum Organum de Francis Bacon, e os Discorsi e dimostrazioni matematiche intorno a due nuove scienze de Galileu Galilei, publicadas respectivamente em 1609, 1620 e 1638.
Atualmente, muitos historiadores questionam a ideia de Revolução Científica como um processo único e endógeno à Europa setentrional, na medida em que essa narrativa oculta inovações científicas e tecnológicas de outros contextos geográficos e culturais, provocando uma apagamento selecionado de determinados saberes em detrimento de outros que são alçados às categorias de verdadeiros e revolucionários. Há até mesmo autores que efetivamente negaram a existência de um momento tão marcante de inflexão na produção de conhecimento cientifico na idade moderna. É este o caso de Steven Shapin, que abre seu livro The Scientific Revolution constatando que nunca aconteceu algo como uma Revolução Cientifica. Assim, abre-se um horizonte para descentralizar a construção da Revolução Científica, iluminando a participação de agentes variados e conjuntos de conhecimentos diversos e locais que circulavam pelos oceanos interconectados.

### Ciências naturais

#### Física

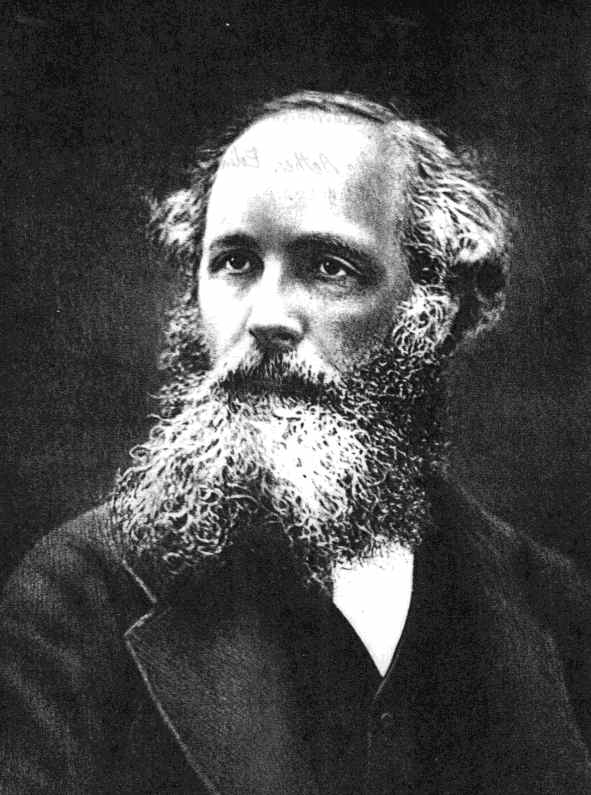
James Maxwell.

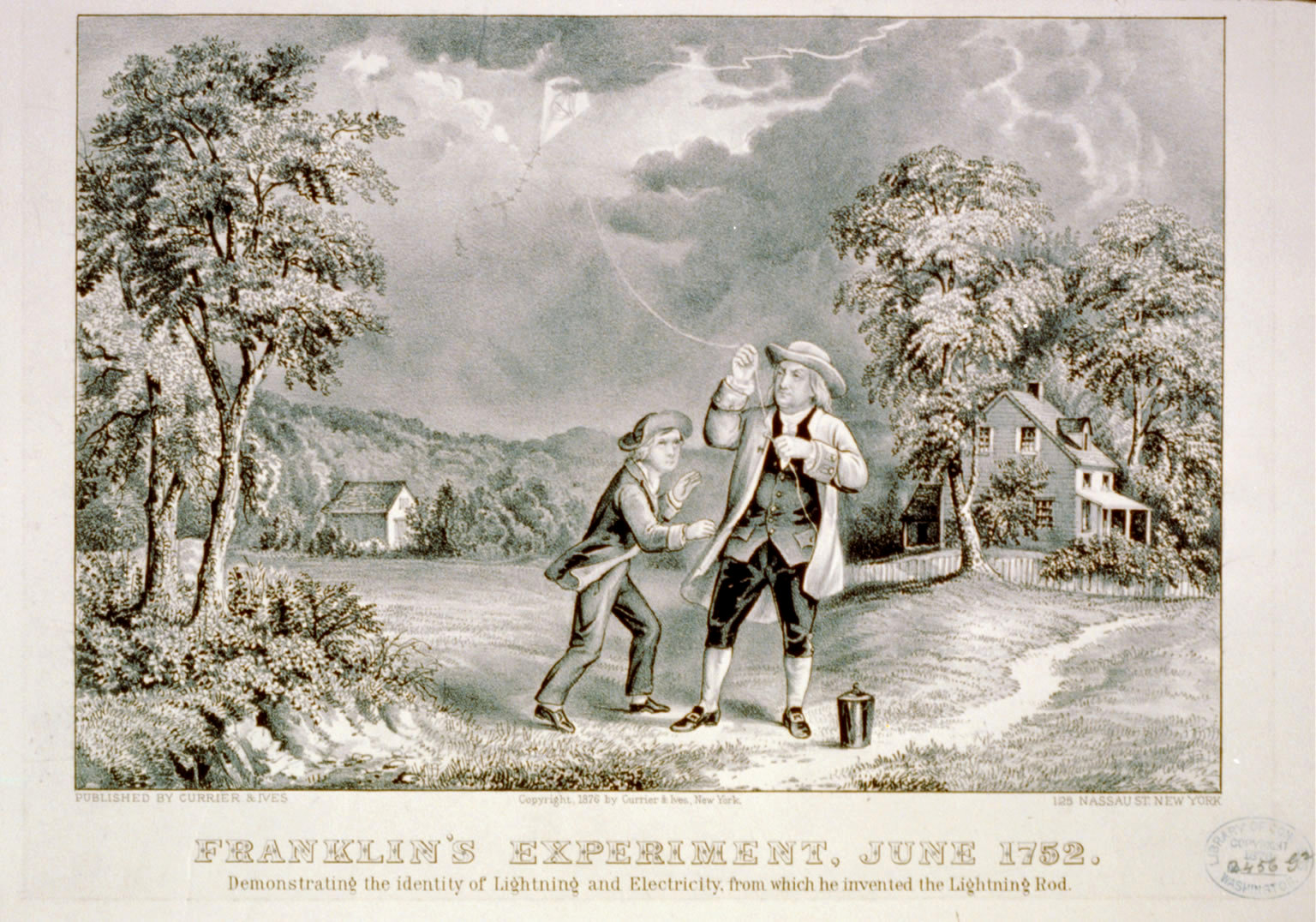
Benjamin Franklin, em 1752, realizando a célebre Experiência da pipa.

A Revolução Científica é tradicionalmente considerado  limite conveniente entre o pensamento antigo e a física clássica. Nicolau Copérnico reviveu o modelo heliocentrista do sistema solar descrito por Aristarco de Samos. Isso foi então seguido pelo primeiro modelo conhecido do movimento planetário dado por Kepler no início do século XVII, que propôs que os planetas seguiam órbitas elípticas, com o Sol sendo um dos focos da elipse. Galileu Galilei também fez uso de experimentos para validar teorias físicas, um elemento chave para o método científico.

#### Química
A história da química moderna pode ser traçada até a distinção da química e da alquimia por Robert Boyle no trabalho The Sceptical Chymist, em 1661 (apesar das tradições alquímicas continuarem por algum tempo depois disso) e as práticas experimentais e de químicos médicos como William Cullen, Joseph Black, Torbern Bergman e Pierre Macquer.
Outro importante passo foi dado por Antoine Lavoisier (Pai da química moderna) através do reconhecimento do oxigênio e da lei da conservação da matéria, que refutou a teoria do flogisto. A teoria de que toda a matéria é feita por átomos, que são os menores constituintes da matéria que não podem ser subdivididos sem perder suas propriedades químicas e físicas da matéria, foram provadas por John Dalton em 1803, apesar da questão ter demorado cem anos para ser provada. Dalton também formulou a lei da relação das massas. Em 1869, Dmitri Mendeleev compôs a tabela periódica dos elementos tomando como base as descobertas de Dalton.

#### Geologia
A geologia existiu como uma nuvem isolada, desconectada de ideias sobre rochas, minerais, e acidentes geográficos muito antes de se tornar uma ciência coerente. O trabalho de Teofrasto sobre rochas Peri lithōn permaneceu uma autoridade por milênios: sua interpretação sobre fósseis não foi superada até depois do século XVII.

#### Astronomia
Aristarco de Samos publicou trabalho no qual determinou o tamanho e a distância do Sol e da Lua, e Eratóstenes usou esse trabalho para descobrir o tamanho da Terra. Mais tarde, Hiparco descobriu a precessão da Terra.

### Pensadores importantes da Ciência Moderna
Isaac Newton (1642 — 1727)
- Isaac Newton nasceu em Woolsthorpe, na Inglaterra, mesmo ano da morte de Galileu Galilei;
- Suas descobertas durante o século XVII guiaram os estudos da física pelos 200 anos seguintes;
- Os trabalhos mais significativos de Newton estão no campo da mecânica. Ele elaborou a chamada Segunda Lei da Física, a qual estabelece que a aceleração de um objeto é resultado da força aplicada sobre ele, dividida pela sua massa (expressa matematicamente como F=ma). Além disso, Newton desenvolveu a Terceira Lei, que postula que, para cada força física, há uma reação igual e oposta. Por fim, contribuiu com a formulação da Lei da Gravitação Universal[50]. Essas leis desempenham um papel crucial ao unificar um sistema. Hart destaca: "Ele encontrou a ciência como uma mistura de fatos e leis isolados, capazes de descrever alguns fenômenos, mas que só conseguiram abranger uns poucos. Newton deixou-nos um sistema unificado de leis aplicáveis a uma enorme gama de fenômenos físicos, proporcionando a capacidade de realizar previsões precisas"[51].
- Por trás de fenômenos aparentemente banais, construiu a base de teorias revolucionárias;
- Em 1661, com 18 anos, ingressa na universidade de Cambridge, estudou matemática e filosofia;
- Em 1668, apesar de já ter desenvolvimento outras teorias, o seu primeiro trabalho a ser publicado é sobre a natureza da luz. Neste, o físico aponta que a luz branca é uma mistura das outras cores do arco-íris, além de desenvolver teorias sobre a reflexão e refração da luz. Assim, depois de idealizar as leis de reflexão e refração de luz, construiu o primeiro telescópio reflexivo;
- Em 1669, assume o cargo de professor de matemática na universidade de Cambridge;
- Em 1672, é convidado para a Real Sociedade Britânica;
- Em 1687, publica "Princípios Matemáticos da Filosofia Natural", o famoso  Principia, em que descreve as leis da gravidade e dos movimentos;
- Em 1696, é nomeado guardião da Casa da Moeda;
- Em  1705, ele recebe um título de nobreza da rainha Anne e passa a se chamar Sir Isaac Newton;
- Em 1727, ele morre, no dia 20 de março e é enterrado na abadia londrina de Westminster, na Inglaterra. Ele é o primeiro cientista a receber tal honraria[52].

Galileu Galilei (1564 — 1642)
- Galileu Galilei nasceu em Pisa e estudou na Universidade da Pisa, tornando-se posteriormente professor na mesma instituição [50];
- O método científico de Galileu está contido especialmente em duas obras: em “O ensaiador”, que dedicou a seu admirador e amigo o papa Urbano VIII, de 1623, e em “Discursos e demonstrações matemáticas sobre duas novas ciências”, de 1638.
- A partir de Galilei, há uma revaloração da empiria no método científico. As indagações afastam-se da essência ou substância das coisas, e voltam-se para sua função prática. A pergunta não é mais “o que é?”, mas “como e por que se manifesta?”;
- Embora já houvesse uma mescla de teoria e prática nas Universidades medievais, a aplicação de um método empírico e, por excelência, pautado na experimentação tem grande influência de Galilei.
- Criticava Aristóteles dizendo que "a tradição e a autoridade dos antigos sábios não são fontes de conhecimento científico" e que a única maneira de compreender a natureza é experimentando;
- Através da experiência empírica, refutou a ideia atribuída a Aristóteles de que um objeto mais pesado cairia com maior velocidade do que um mais leve. Em seguida, por meio de cálculos, determinou a velocidade da queda como o quadrado do tempo de queda, formalizando assim a descoberta em uma fórmula matemática;
- A física em Aristóteles tem um sentido muito diferente do que se entende pelo conceito atualmente. O sentido hoje hegemônico está próximo do dado por Galileu, isto é, entendida quantitativamente que pode ser mensurável e traduzida em leis matemáticas. Enquanto, para Aristóteles a física é qualitativa e teórica;
- Dizia que "o livro da natureza é escrito em caracteres matemáticos";
- É creditado a Galileu o estabelecimento da Lei da Inércia, mais tarde incorporada por Newton como a Primeira Lei de Newton;
- Suas descobertas mais polêmicas ocorreram no campo da astronomia. Ao observar o céu através de um telescópio, uma invenção então recente, Galileu fundamentou a hipótese do heliocentrismo de Copérnico.
- Foi acusado, pelas autoridades, de ser inimigo da fé. Foi julgado pelo tribunal do Santo Ofício e obrigado a abjurar de suas teorias publicamente. Entretanto, segundo a lenda, ele disse baixo: "Eppur si muove" ("mas ela se move"), ou seja, que a Terra não é um ponto fixo no centro do universo;
- Mesmo em prisão domiciliar emVilla Il Gioiello em Arcetri, Florença, Galileu continuou a produzir até o momento de sua morte [50];
- A Vida de Galileu (no original em alemão, Leben des Galilei) é também o tema e título de uma peça de teatro da autoria de Bertolt Brecht, escrita entre 1937 e 1938, e depois em 1943.

René Descartes (1596 — 1650)
- René Descartes procurou demonstrar a existência e a perfeição de Deus;
- Demonstrou como a matemática poderia ser utilizada para descrever as formas e as medidas dos corpos;
- Inventou a geometria analítica;
- Sua obra mais famosa chama-se "discurso sobre o método" (1636). Nela, Descartes procura nos convencer que o raciocínio matemático deveria servir de modelo para o pensamento filosófico e para todas as ciências;
- Uma das frases mais célebres da história do pensamento filosófico é: "Penso, logo existo." Ele acreditava que dessa verdade ninguém poderia duvidar.
- O raciocínio matemático é baseado, principalmente, na lógica dedutiva, em que nós partimos de uma verdade para encontrarmos outras verdades, ou seja, que uma verdade é conseqüência da outra.

Francis Bacon (1561 — 1626)
- Político e filósofo, Francis Bacon nasceu em uma família de altos funcionários públicos durante o período elisabetano. Ele foi eleito para a Câmara dos Comuns aos 23 anos, mas inicialmente manteve distância da monarquia. No entanto, com a morte da Rainha Elizabeth em 1603, Bacon tornou-se conselheiro do seu sucessor, o rei James I. Após uma ascensão rápida, foi preso na Torre de Londres e proibido de exercer qualquer atividade pública. Nesse ínterim, dedicou-se à produção de obras sobre filosofia da ciência;
- Mostrou a importância da experimentação para a aquisição dos conhecimentos científicos;
- Em 1605, publica "O Progresso do Conhecimento". Posteriormente, em 1620, lançou "Novo Instrumento" (Novum Organum). Este último representa uma defesa da empiria e do questionamento, enfatizando a necessidade de uma lógica indutiva, ou seja, a dedução de conclusões a partir de observações dos fatos. Esse método contrastava com a abordagem dedutiva defendida pela tradição aristotélica.
- A influência significativa de Bacon pode ser percebida na formulação de enciclopédias por pensadores como Diderot e d'Alembert, que incorporaram suas ideias em seus trabalhos [50].

Nicolau Copérnico (1473 — 1543)
- Nicolau Copérnico mostrou que o sol fica no centro do sistema, mas, achava que a órbita da Terra era uma circunferência perfeita, o que não é exato, mas, Kepler (1571–1630) o corrigiu, mostrando que a distância da terra e do sol é variável, em forma de elipse.

Francesco Redi (1626 — 1698)
- Francesco Redi foi um médico italiano e demonstrou que não existia a geração espontânea, uma ideia aristotélica. Ele fez uma experiência: Colocou carne em vários vidros. Deixou alguns abertos e cobriu outros com um tecido fino de algodão, que permitisse a entrada de ar. Este tecido era importante, pois para os defensores da geração espontânea, o ar era fundamental para que o fenômeno acontecesse. Se a teoria da geração espontânea fosse verdadeira, as larvas de moscas deveriam aparecer tanto nos vidros abertos quanto nos vidros cobertos com gaze, mas, após alguns dias, surgiram larvas só nos vidros abertos. Redi mostrou, então, que as larvas surgiam das moscas, e não por geração espontânea. As moscas podiam entrar nos vidros abertos e depositar seus ovos sobre a carne, mas não conseguiam entrar naqueles cobertos pelo tecido.

## Estudos acadêmicos
Como um campo científico, a história da ciência começou com a publicação de History of the Inductive Sciences de William Whewell (publicado em 1837). Um estudo mais formal da história da ciência como uma disciplina independente foi lançado na publicação de George Sarton, Introduction to the History of Science (1927) e o jornal Isis (fundado em 1912). Sarton exemplificou a visão do início do século XX da história da ciência como uma história de grandes homens e grandes ideias. Ele compartilhou com muitos de seus contemporâneos uma crença da história como uma gravação dos avanços e retrocessos na marcha pelo progresso. A história da ciência não era reconhecida como um subcampo da história da América nesse período, e a maior parte de seus trabalho foi levado por cientistas e físicos interessados ao invés de historiadores profissionais. Com o trabalho de I. Bernard Cohen em Harvard, a história da ciência se tornou uma subdisciplina da história após 1945.
Em 1967, o historiador George Basalla publicou The Spread of Western Science, uma obra muito influente nos estudos sobre a história das ciências. Segundo Basalla, a ciência teria se originado como um fenômeno essencialmente europeu, expandindo-se posteriormente para as regiões periféricas do mundo por meio de um processo de difusão unilateral. Nesse modelo, o conhecimento científico europeu seria transmitido aos povos não europeus em etapas sucessivas, culminando, eventualmente, na emergência de tradições científicas locais. No entanto, essas tradições, embora independentes, permaneceriam como herdeiras dos moldes europeus de produção científica.
A partir da metade dos anos 1980, a disciplina História das Ciências passou por uma significativa renovação, cujas origens remontam a trabalhos da década de 1970, e compreendeu uma iniciativa de expandir os horizontes de estudos das produções científicas ao longo da história. Um dos primeiros marcos dessa inflexão foi o trabalho de David Bloor, que propôs uma abordagem historiográfica que buscava se desvincular de perspectivas anacrônicas e teleológicas, frequentes na História das Ciências. Para Bloor, o historiador das ciências deve adotar uma postura simétrica e imparcial, isto é, olhar igualmente para todos os atores, e sempre procurar contextualizar ao máximo as práticas científicas.
Na segunda metade da década de 1970, autores como Steven Shapin, Barry Barnes e Donald Mackenzie marcam um novo momento dessa inflexão historiográfica. Influenciados pelos trabalhos de Bloor, e também por análises sociológicas e antropológicas, esses estudiosos passaram a entender as produções científicas como cosmologias locais. Ademais, se propõem a considerar os elementos culturais, sociais e políticos que influenciam a construção do conhecimento científico.
Outro momento ocorre com o trabalho do britânico Harry Collins, que direciona sua atenção para a escala local da produção científica e sua abordagem tem um caráter mais sociológico do que histórico. Seu trabalho se volta, por exemplo, a estudar como os cientistas negociam cotidianamente os “fatos científicos” e de que forma nos contextos locais os saberes científicos são validados. Destaca, portanto, a flexibilidade e a multiplicidade de considerações envolvidas na construção de consensos científicos. Esses movimentos culminam, no início da década de 1980, na chamada “análise de controvérsias”, cujas raízes se dão nos estudos de casos. Desse modo, com um enfoque voltado para o cotidiano das comunidades cientificas e seus debates ordinários, essa corrente historiográfica também rejeita a o julgamento anacrônico do passado.
Outro nome de destaque nesse processo de inflexão é o de Bruno Latour. Em seus trabalhos, o autor enfatiza a inseparabilidade entre a produção científica e os aspectos socioculturais. Para Latour, a ciência impacta a cultura e, simultaneamente, é por ela impactada. O corpo científico e o corpo social se constroem e se reconstroem mutuamente. Latour também propõe a expansão das análises micro e locais para redes complexas de comunicação.
Desse modo, a historiografia pós-colonial do final do século XX e início do século XXI tem contribuído ao tentar descentralizar a ciência como um fenômeno exclusivamente europeu. Ela busca se afastar das “Grandes Narrativas” — aquelas que destacam grandes nomes e “grandes inovações científicas” — para dar atenção a atores antes ignorados. Um expoente dessa abordagem é o trabalho de Kapil Raj, que propõe entender a produção científica como resultado de processos de acumulação, circulação e intercâmbio entre diversos agentes. Nesse modelo, a ciência é vista como um processo circulatório, no qual todos os participantes têm agência própria. Além disso, parte dessa historiografia, como o trabalho de José Augusto Pádua, tem procurado dialogar com as questões da História Ambiental, investigando como a produção científica impacta o meio ambiente e, reciprocamente, como o meio ambiente influencia o desenvolvimento da ciência.

## Filósofos da ciência
- Alexandre Koyré
- Edgar Zilsel
- Ludwik Fleck
- Paolo Rossi
- Imre Lakatos
- Thomas Kuhn
- Karl Popper
- Gaston Bachelard

## Sociólogos da ciência
- David Bloor

- Michel Maffesoli